# Nawabshah
Nawabshah (sindhi/urdu: نوابشاہ)– miasto w Pakistanie, w prowincji Sindh. Według danych na rok 1998 liczyło 189 244 mieszkańców.